# Sīāh Rūd Kenār
Sīāh Rūd Kenār (persiska: سیاه رود کنار) är en ort i Iran.   Den ligger i provinsen Gilan, i den nordvästra delen av landet, 250 km nordväst om huvudstaden Teheran. Antalet invånare är 121.
Terrängen runt Sīāh Rūd Kenār är mycket platt. Runt Sīāh Rūd Kenār är det tätbefolkat, med 659 invånare per kvadratkilometer. Närmaste större samhälle är Rasht, 8,6 km söder om Sīāh Rūd Kenār. Trakten runt Sīāh Rūd Kenār består till största delen av jordbruksmark.